# 蔣雁行
蔣 雁行（しょう がんぎょう）は中華民国の軍人。北京政府、直隷派の軍人。字は賓臣。

## 事績
北洋武備学堂卒業後に日本へ留学する。1901年（光緒27年）、陸軍士官学校第1期歩兵科に入学した。卒業・帰国後に、江蘇江北督練公署参議兼陸軍第13協協統に就任する。その後、江北都督、江淮検察使に異動した。
1912年（民国元年）、東海荒墾局局長に就任する。1913年（民国2年）8月、江北護軍使に昇進した。1914年（民国4年）、北京政府陸軍訓練総監に異動した。1916年（民国5年）10月、綏遠都統に就任するが、翌年7月に辞任して、いったん引退した。
1920年（民国9年）8月、参謀本部次長に就任し、復帰する。1923年（民国12年）3月、蒙疆善後委員会委員に異動した。民国14年（1925年）10月、呉佩孚の下で14省聯軍総参謀長に任命された。1926年（民国15年）8月、署陸軍総長となる。1927年（民国16年）1月、罷免されて下野した。1931年（民国20年）以降は北平に居住している。
1941年（民国30年）、死去。享年67。